# Mireya Luis
Alejandrina Mireya Luis Hernadez (Camagüey, 25 agosto 1967) è una dirigente sportiva ed ex pallavolista cubana.

## Carriera
Inizia a giocare a pallavolo all'età di 10 anni bruciando immediatamente le tappe: a 13 anni esordisce nel massimo campionato cubano e quindicenne entra a far parte della nazionale cubana, conquistando il primo alloro internazionale a 16 anni, quando Cuba conquista la medaglia d'oro ai Giochi panamericani 1983.
Nel 1986, poche settimane dopo aver dato alla luce sua figlia, guida la formazione caraibica all'argento ai Campionati mondiali, mentre l'anno successivo partecipa nuovamente ai Giochi panamericani, conquistando il secondo di quattro ori personali consecutivi nella manifestazione.
Nel 1989 si aggiudica con la nazionale la Coppa del Mondo (conquistando il titolo anche nel 1991 e nel 1995), quindi, dopo una breve pausa per infortunio, riprende a giocare nel 1990 al Campionato mondiale in Giappone, dove la squadra cubana si classifica quarta.
Mireya vince la sua prima medaglia d'oro olimpica ai Giochi della XXV Olimpiade, bissando il titolo quattro anni dopo ai Giochi di Atlanta 1996, e facendo tris ai Giochi della XXVII Olimpiade.
Analogo il ruolino di marcia al Campionato mondiale, dove Cuba conquista l'oro nell'edizione 1994, dove fu scelta come miglior attaccante e Cuba vinse ogni partita con un impeccabile 3-0, e nel 1998
Nel corso della stagione 1997-98 fa il proprio esordio nel campionato italiano di Serie A1, quando viene ingaggiata dal Bergamo; con le orobiche, in un'annata e mezza, conquista due scudetti, la Supercoppa italiana 1999 e la Coppa dei Campioni 1998-99.
Mireya Luis è, tuttora, nota per la spettacolare potenza di salto arrivando a raggiungere 3,39 metri (più di ogni altra giocatrice) pur essendo alta soltanto 1 metro e 75 centimetri.
Ha conseguito numerosi premi come miglior attaccante e  miglior giocatrice mondiali, olimpici e continentali.
Dopo il ritiro, Mireya è diventata dirigente della Federazione pallavolistica di Cuba e della NORCECA, oltre a rivestire per due quadrienni olimpici il ruolo di membro della Commissione Atleti del CIO; nel 2018 viene nominata vicepresidente della FIVB.
Nel 2004 viene inserita nella Volleyball Hall of Fame.